# Cordia mairei
Cordia mairei är en strävbladig växtart som beskrevs av Jean-Henri Humbert. Cordia mairei ingår i släktet Cordia, och familjen strävbladiga växter. Inga underarter finns listade i Catalogue of Life.